# Новоникольское (Кременский район)
Новоникольское (укр. Новомикільське) — село в Кременском районе Луганской области Украины, административный центр и единственный населённый пункт Новоникольского сельского совета.
Население по переписи 2001 года составляло 1262 человека. Почтовый индекс — 92910. Телефонный код — 6454. Занимает площадь 5,774 км². Код КОАТУУ — 4421686501.

## Местный совет
92910, Луганська обл., Кремінський р-н, с. Новомикільське, вул. Леніна, 8  (укр.)